# Roswell (Nuevo México)
Roswell es un pueblo del condado de Chaves en el estado estadounidense de Nuevo México. En el censo de 2020 tenía una población de 47.751 habitantes y una densidad de población de 616,30 personas por km².
Roswell es popularmente conocido por el incidente ovni de Roswell de 1947. La investigación y recuperación de los desechos fue manejada por el Ejército de Aire de Campo Roswell.
Robert H. Goddard, uno de los fundadores de la ciencia armamentística en los Estados Unidos se trasladó a la ciudad de Roswell en el año 1930 para gozar del clima favorable y la escasez de gente. Su taller y muchos artefactos de sus experimentos con cohetes se mantienen en el Museo y Centro de Arte de Roswell.

## Geografía
Según la Oficina del Censo de los Estados Unidos, Roswell tiene una superficie total de 77,48 km², de la cual 77,33 km² corresponden a tierra firme y (0,19%) 0,15 km² es agua.

### Clima
| Parámetros climáticos promedio de Roswell, Nuevo México (Roswell Air Park), normales 1991–2020, extremos 1893–presente | Parámetros climáticos promedio de Roswell, Nuevo México (Roswell Air Park), normales 1991–2020, extremos 1893–presente | Parámetros climáticos promedio de Roswell, Nuevo México (Roswell Air Park), normales 1991–2020, extremos 1893–presente | Parámetros climáticos promedio de Roswell, Nuevo México (Roswell Air Park), normales 1991–2020, extremos 1893–presente | Parámetros climáticos promedio de Roswell, Nuevo México (Roswell Air Park), normales 1991–2020, extremos 1893–presente | Parámetros climáticos promedio de Roswell, Nuevo México (Roswell Air Park), normales 1991–2020, extremos 1893–presente | Parámetros climáticos promedio de Roswell, Nuevo México (Roswell Air Park), normales 1991–2020, extremos 1893–presente | Parámetros climáticos promedio de Roswell, Nuevo México (Roswell Air Park), normales 1991–2020, extremos 1893–presente | Parámetros climáticos promedio de Roswell, Nuevo México (Roswell Air Park), normales 1991–2020, extremos 1893–presente | Parámetros climáticos promedio de Roswell, Nuevo México (Roswell Air Park), normales 1991–2020, extremos 1893–presente | Parámetros climáticos promedio de Roswell, Nuevo México (Roswell Air Park), normales 1991–2020, extremos 1893–presente | Parámetros climáticos promedio de Roswell, Nuevo México (Roswell Air Park), normales 1991–2020, extremos 1893–presente | Parámetros climáticos promedio de Roswell, Nuevo México (Roswell Air Park), normales 1991–2020, extremos 1893–presente | Parámetros climáticos promedio de Roswell, Nuevo México (Roswell Air Park), normales 1991–2020, extremos 1893–presente |
| Mes | Ene. | Feb. | Mar. | Abr. | May. | Jun. | Jul. | Ago. | Sep. | Oct. | Nov. | Dic. | Anual |
| --- | --- | --- | --- | --- | --- | --- | --- | --- | --- | --- | --- | --- | --- |
| Temp. máx. abs. (°C)                                                                                                   | 31.1 | 32.8 | 35 | 38.9 | 41.7 | 45.6 | 44.4 | 43.9 | 41.1 | 37.2 | 34.4 | 28.9 | 45.6 |
| Temp. máx. media (°C)                                                                                                  | 14.1 | 17.3 | 21.7 | 26.3 | 31 | 35.7 | 35.8 | 34.8 | 30.9 | 25.4 | 18.7 | 13.6 | 25.4 |
| Temp. media (°C) | 5.9 | 8.8 | 12.9 | 17.3 | 22.4 | 27.2 | 28.4 | 27.6 | 23.6 | 17.3 | 10.6 | 5.8 | 17.3 |
| Temp. mín. media (°C)                                                                                                  | -2.2 | 0.3 | 4.1 | 8.3 | 13.7 | 18.7 | 21.1 | 20.3 | 16.2 | 9.3 | 2.4 | -2.2 | 9.2 |
| Temp. mín. abs. (°C)                                                                                                   | -31.1 | -31.1 | -20.6 | -8.3 | -2.8 | 4.4 | 11.1 | 8.9 | -1.1 | -10 | -21.1 | -23.3 | -31.1 |
| Precipitación total (mm)                                                                                               | 9.1 | 8.9 | 13.7 | 14.5 | 29 | 32.5 | 46.2 | 42.7 | 39.4 | 33.8 | 11.4 | 14.2 | 295.4 |
| Nevadas (cm) | 6.1 | 2.8 | 1.8 | 0 | 0 | 0 | 0 | 0 | 0 | 1 | 3 | 9.7 | 24.4 |
| Días de precipitaciones (≥ 0.2 mm)                                                                                     | 3.1 | 2.8 | 3.2 | 2.5 | 3.8 | 4.6 | 6.6 | 7.1 | 6.3 | 5.0 | 2.7 | 3.6 | 51.3 |
| Días de nevadas (≥ 0.2 cm)                                                                                             | 1.5 | 0.8 | 0.4 | 0.1 | 0.0 | 0.0 | 0.0 | 0.0 | 0.0 | 0.3 | 0.5 | 1.6 | 5.2 |
| Horas de sol | 217.1 | 223.0 | 280.8 | 307.6 | 342.9 | 344.7 | 327.9 | 300.9 | 262.7 | 269.6 | 214.5 | 210.3 | 3302.0 |
| Humedad relativa (%)                                                                                                   | 56.8 | 51.1 | 39.7 | 36.5 | 39.6 | 43.2 | 49.1 | 54.1 | 57.6 | 54.0 | 52.7 | 54.5 | 49.1 |
| Fuente n.º 1: NOAA (humedad 1973–1990, horas de sol 1962–1982)                                                         | | | | | | | | | | | | | |
| Fuente n.º 2: https://www.ncei.noaa.gov/access/us-climate-normals/                                                     | | | | | | | | | | | | | |

## Demografía
Según el censo de 2020, había 47.751 personas residiendo en Roswell. La densidad de población era de 616,30 hab./km². De los 47.751 habitantes, el 69,94% son blancos, el 2,46%, afroamericanos, el 1,22%, amerindios, el 0,73%, asiáticos, el 0,08%, isleños del Pacífico, el 22,15%, de otras razas y el 3,42% pertenecían a dos o más razas. Del total de la población el 53,41% eran hispanos o de cualquier raza.

## Educación

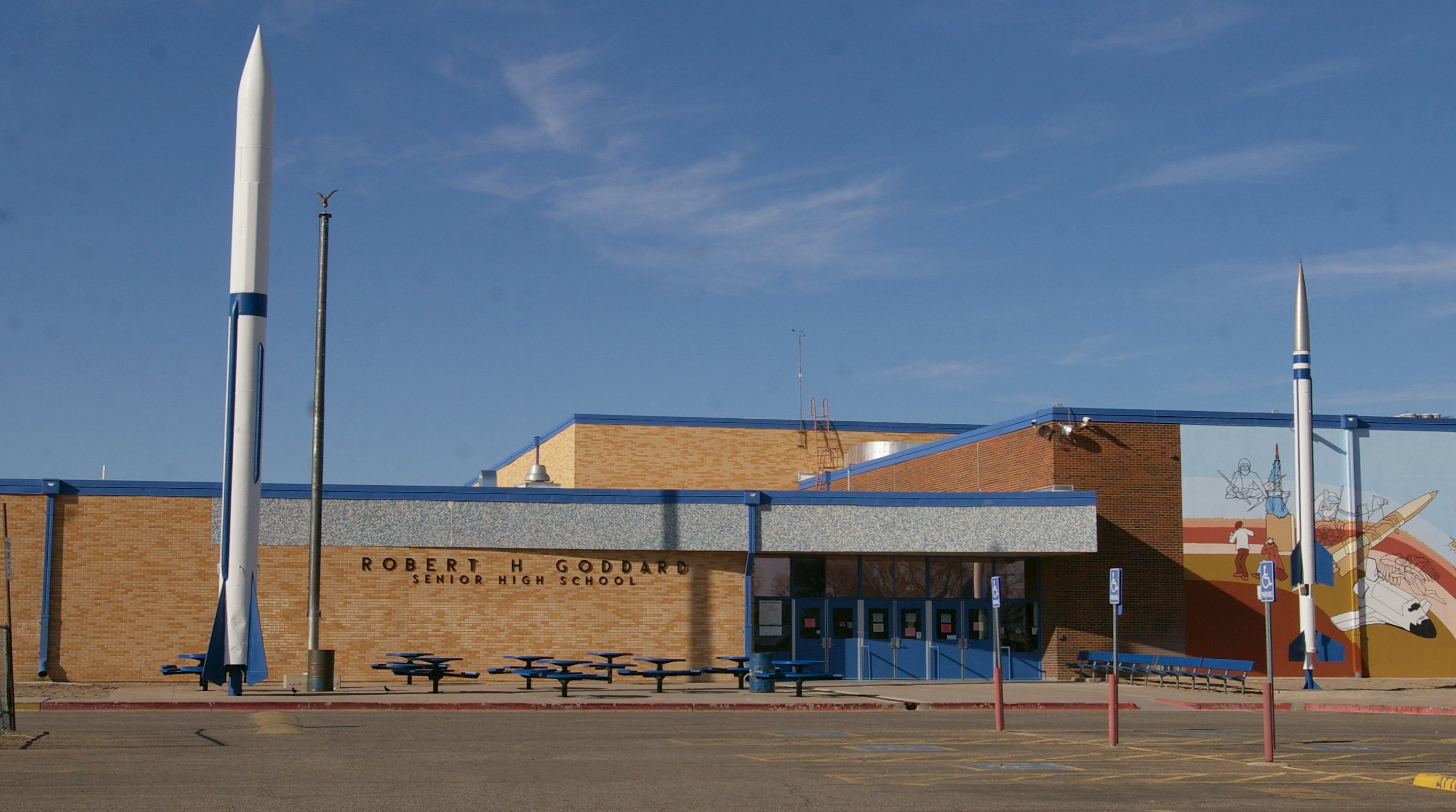
La Escuela Secundaria Robert H Goddard.

El Distrito Escolar Independiente de Roswell (RISD) mantiene una escuela preescolar, doce escuelas primarias, cuatro escuelas intermedias y tres escuelas secundarias. El distrito tiene aproximadamente 9500 estudiantes. Junto con los cursos tradicionales, el distrito ofrece instrucción para estudiantes que aprenden el inglés y para estudiantes avanzados.
En el año 1958 se estableció Roswell Community College, una universidad que ofrece títulos de asociado (2 años). En el año 1967 la universidad se trasladó a la Base Aérea Walker que acababa de cerrarse. Hoy funciona como sucursal de la Universidad Oriental de Nuevo México. 

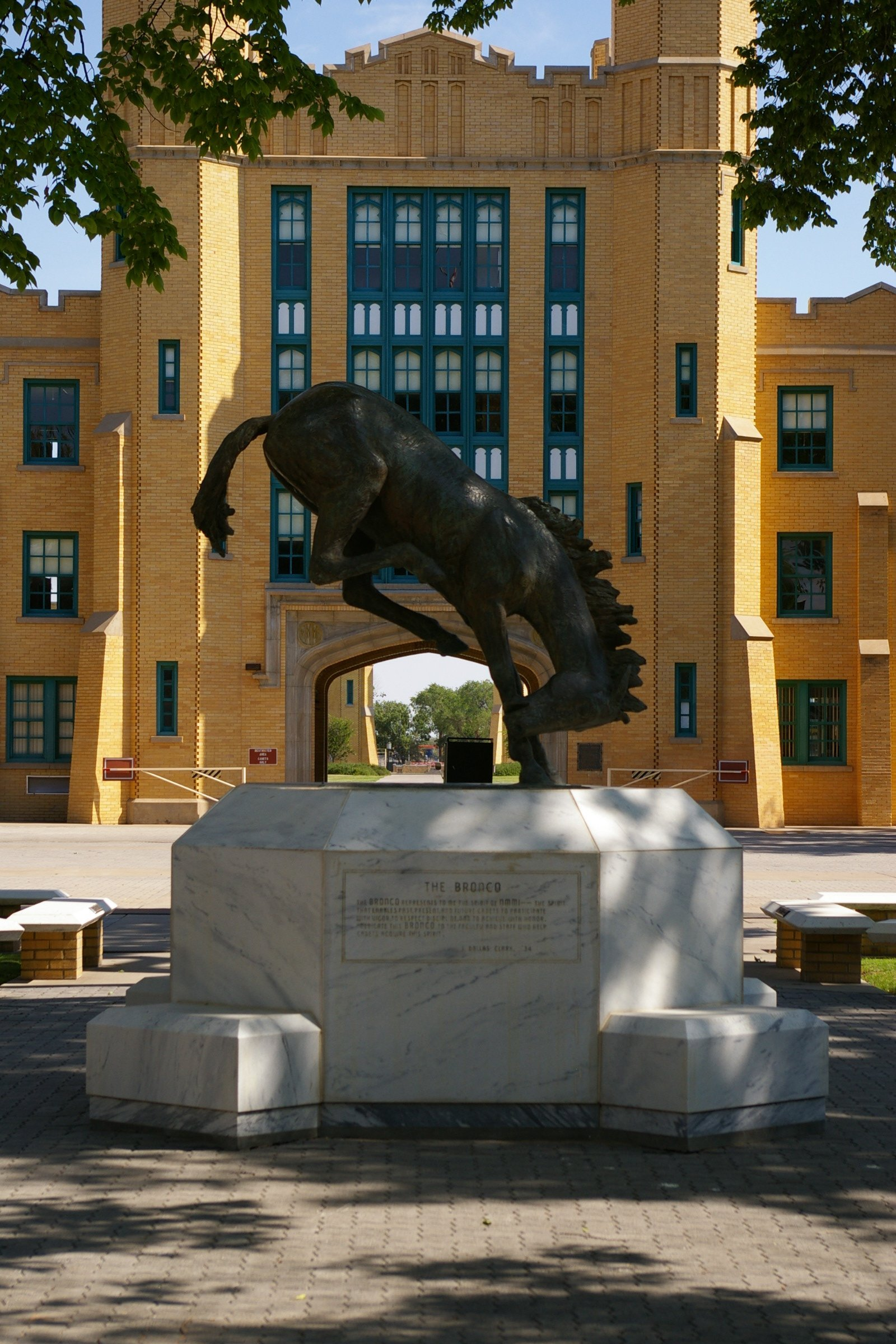
El Instituto Militar de Nuevo México.

El Instituto Militar de Nuevo México (N.M.M.I.) fue fundado en el año 1891 en Roswell por el Coronel Robert S. Goss. El instituto ofrece cursos de escuela secundaria y de nivel universitario. La escuela puede aceptar hasta aproximadamente 1000 estudiantes y el cuerpo estudiantil incluye estudiantes de varios estados del país y de otros países. El instituto funciona bajo un sistema militar y los estudiantes y profesores llevan uniformes militares. Los estudiantes viven en cuarteles dentro del campus. Hay programa de entrenamiento de oficiales de ejército (ROTC) y de preparación para las academias militares del país. El Instituto Militar de Nuevo México es uno de cinco institutos del país que ofrece comisión militar después de dos años y es el único instituto que tiene estudiantes preparativos para las cinco academias militares del país.

## Incidente OVNI

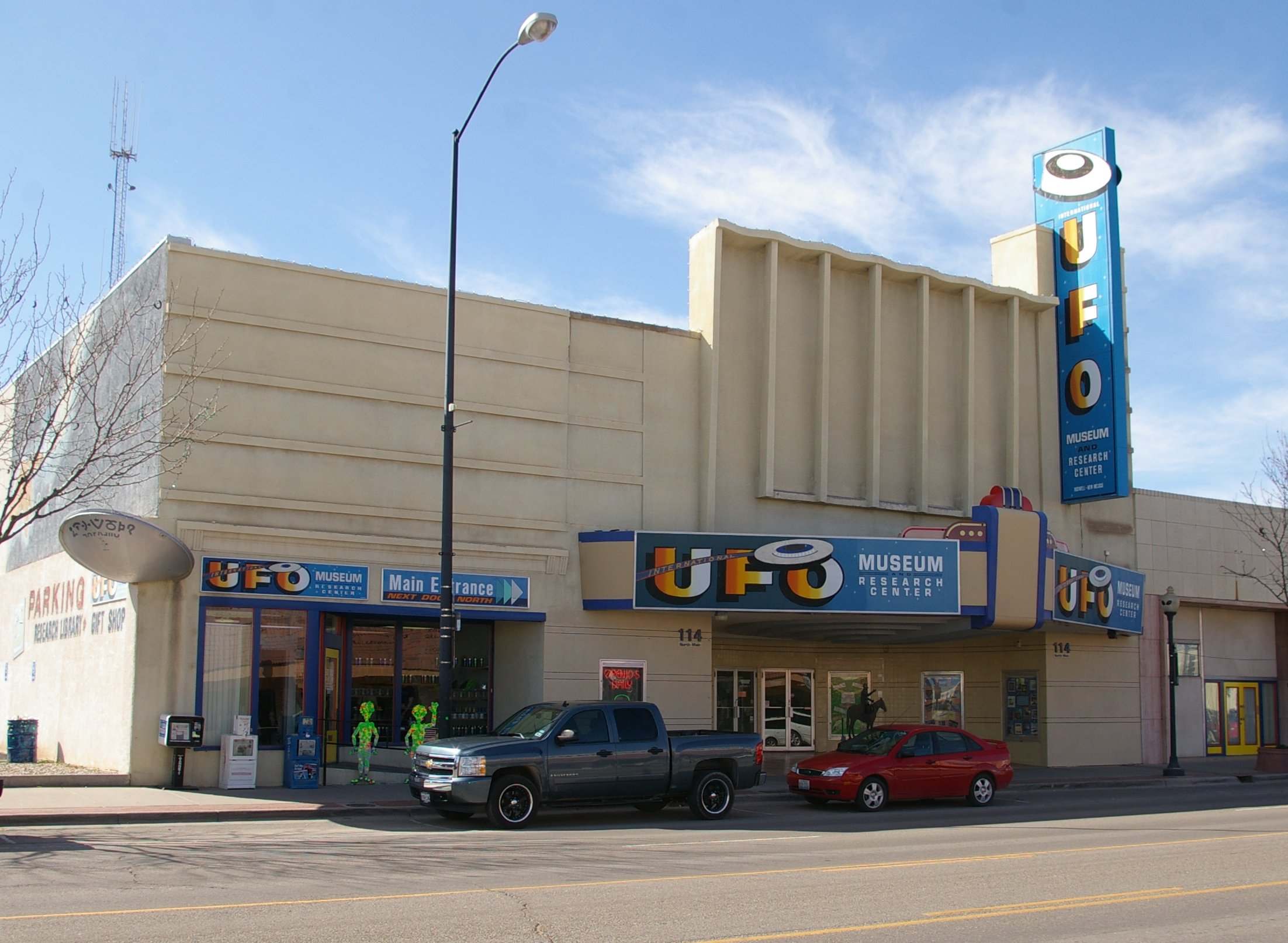
El museo del OVNI.

El pueblo de Roswell es conocida en todo el mundo por el supuesto choque de una nave extraterrestre en el año 1947. En realidad, el incidente tuvo lugar más cerca de la aldea de Corona, al norte de Roswell, pero las unidades del ejército enviadas a investigar eran de la base aérea de Roswell. El acontecimiento ganó fama a partir de la década de los ochenta con la publicación de varios libros y la inclusión de la historia en un episodio del programa popular "Unsolved Mysteries". Actualmente, hay en Roswell un museo dedicado al acontecimiento y muchas tiendas de recuerdos que venden artículos relacionado con el tema de extraterrestres. La ciudad recibe muchos turistas que vienen de todo el mundo para visitar el museo.

## Festival del OVNI
Cada año durante la semana del 4 de julio, se celebra el Festival del OVNI de Roswell (Roswell UFO Festival) que es una de las fiestas más importantes del Estado de Nuevo México. Este festival conmemora justamente el incidente OVNI de Roswell de 1947.
Entre los actos de estas fiestas destaca un concurso de disfraces, en donde también las mascotas se disfrazan. Destacan las carrozas engalanadas con motivos extraterrestres y los desfiles de las mismas por las calles de Roswell. Además de conciertos y fuegos artificiales, durante estos días tiene lugar un simposio en el que participan prestigiosos ufólogos e investigadores. El primer festival del OVNI se celebró en julio de 1995 para atraer turistas a la ciudad y para que la gente conozca mejor la historia del incidente OVNI de Roswell.
Esta fiesta no se celebra el mismo día todos los años, sino que la fecha es variable, aunque mayoritariamente sí se mantiene la celebración a principios del mes de julio. A continuación vemos una lista con los días de celebración de los últimos años:
| Año  | Días de celebración                            |
| 2002 | Del 4 al 7 de julio                            |
| 2003 | Del 3 al 6 de julio                            |
| 2004 | Del 2 al 5 de julio                            |
| 2005 | Del 1 al 4 de julio                            |
| 2006 | Del 30 de junio al 3 de julio                  |
| 2007 | Del 5 al 8 de julio                            |
| 2008 | Del 3 al 6 de julio                            |
| 2009 | Del 2 al 5 de julio                            |
| 2010 | Del 1 al 5 de julio                            |
| 2011 | Del 1 al 4 de julio                            |
| 2012 | Del 29 de junio al 2 de julio                  |
| 2013 | Del 5 al 7 de julio                            |
| 2014 | Del 3 al 6 de julio                            |
| 2015 | Del 3 al 5 de julio                            |
| 2016 | Del 30 de junio al 3 de julio                  |
| 2017 | Del 30 de junio al 2 de julio                  |
| 2018 | Del 6 al 8 de julio                            |
| 2019 | Del 5 al 7 de julio                            |
| 2020 | No se celebra debido a la Epidemia de COVID-19 |
| 2021 | Del 2 al 4 de julio                            |
| 2022 | Del 1 al 3 de julio                            |
| 2023 | Del 30 de junio al 2 de julio                  |
| 2024 | Del 5 al 7 de julio                            |
| 2025 | Del 4 al 6 de julio                            |

## Personajes ilustres
- Demi Moore, actriz y modelo.
- Austin St. John, actor; reconocido por su actuación en la serie original de "Power Rangers".
- John Denver, músico y cantautor.